# ستبتو & جونسون (شركة محاماة)
'ستبتو & جونسون& شرف ومشاركوه  (بالإنجليزية: Steptoe & Johnson)‏ هي شركة محاماة دولية مقرها في واشنطن العاصمة لديها مكاتب في مدينة نيويورك ولوس أنجلوس وشيكاغو وسان فرانسيسكو وفينيكس ولندن وبروكسل وبكين. تقدم الشركة المشورة للشركات البارزة متعددة الجنسيات وفورتشن 500 على المعاملات الهامة، والتقاضي، والتحكيم، والتنظيمية، الملكية الفكرية، والدفاع ذوي الياقات البيضاء، والمسائل الضرائب والسياسة العامة، ويعتبر جزءا من مجموعة من النخبة الأمريكية «الأحذية البيضاء» شركات المحاماة. استنادا إلى تصنيفات مختلفة مختلفة يتم تصنيفها باستمرار باعتبارها شركة من الدرجة الأولى. وفقا ل آم لو 100 هو 93 أعلى شركة إحصائية للمحاماة في الولايات المتحدة.

## أبرز المحامين الحاليين والسابقين
- ستيفن ايلز، وكيل وزارة الخارجية السابق للجيش ووزير سابق في الجيش الأمريكي.
- شارا ل. أرانوف، الرئيس السابق للجنة التجارة الدولية بالولايات المتحدة.
- بروس بابيت وزير الداخلية السابق للولايات المتحدة وحاكم أريزونا.
- ستيوارت بيكر المستشار العام السابق لوكالة الأمن القومي والأمين المساعد الأول للسياسة في وزارة الأمن الداخلي *بالولايات المتحدة.
- جون بيتس قاضي المحكمة المحلية في مقاطعة كولومبيا.
- ستيف بولوك حاكم مونتانا الحالي.
- بول تشارلتون المدعي العام السابق.
- شانن كوفين المستشار العام لنائب رئيس الولايات المتحدة ديك تشيني.
- لويس فورتونو الحاكم السابق لبورتوريكو.
- جيروم هولمز القاضي الاتحادي في محكمة الاستئناف الأمريكية للدائرة العاشرة.
- لويس جونسون وزير الدفاع الأمريكي السابق ومساعد وزير الحرب السابق.
- بينيت جونستون عضو مجلس الشيوخ الأمريكي السابق لويزيانا.
- روبرت جوردان الثالث المستشار العام السابق للجيش.
- ديبرا لي رئيس مجلس الإدارة والرئيس التنفيذي لشركة بلاك إنتيرتينمنت تليفيسيون (بيت).
- مونرو لي المستشار القانوني السابق لوزارة الخارجية في عهد هنري كيسنجر.
- ويلما لويس كبيرة قضاة المحكمة المحلية لجزر فرجن وأول محامية من الولايات المتحدة في مقاطعة كولومبيا
- كين لودفيغ، مدير مسرح وكاتب مسرحي.
- شيرلي بيترسون مساعد المدعي العام السابق في شعبة الضرائب التابعة لوزارة العدل الأمريكية والمفوض السابق لدائرة الإيرادات الداخلية.
- إنتصار رب أستاذ في كلية الحقوق بجامعة هارفارد.
- روبرت ريززي، المحامي السابق لوكالة المخابرات المركزية، سياسي فيتر.
- جون ريزو، المستشار العام السابق لوكالة المخابرات المركزية.
- جون شاديج، الممثل الأمريكي السابق لمنطقة الكونجرس الثالثة في ولاية أريزونا.
- لورانس سيلبرمان، القاضي الاتحادي للولايات المتحدة لمحكمة الاستئناف في دائرة مقاطعة كولومبيا.
- كارل تيلمان، عضو سابق في فريق كرة السلة الوطني الكندي الذي لعب في دورة الألعاب الاولمبية 1984 و 1988. الحالي حامل الأولمبية سجل لأكثر ثلاث نقاط سلال في مباراة واحدة.
- مايكل فاتيس
- ريتشارد فيرما، سفير الولايات المتحدة لدى الهند ومساعد وزير الخارجية السابق للشؤون التشريعية.
- ريد وينغارتن، محامي الدفاع الجنائي.
- كيمبا وود، قاضية فيدرالية لمحكمة المقاطعة الجنوبية في نيويورك.